# 遠山喜一郎
遠山 喜一郎（とおやま きいちろう、1909年（明治42年）11月22日 - 1999年（平成11年）9月15日）は、元体操選手。ラジオ体操を考案した人物のひとり。

## 経歴・人物
茨城県多賀郡日立村（現・日立市）出身。東京高等師範学校を卒業し、熊本師範学校教諭となる。教諭時代に1936年ベルリンオリンピックに出場。
1954年（昭和29年）世界選手権の日本代表団監督、1956年メルボルンオリンピック体操国際審判員などを歴任したのち千葉大学教授となり、1975年（昭和50年）に退官する。退官後は東京女子体育大学教授に転じ1982年（昭和57年）まで務めた。ほか、日本体操協会副会長なども務めた。

## 栄典
- 1981年（昭和56年） - 勲三等旭日中綬章[2]